# Cinque Nazioni 1997
Il Cinque Nazioni 1997 (in inglese 1997 Five Nations Championship, in francese Tournoi des Cinq Nations 1997, in gallese Pencampwriaeth y Pum Gwlad 1997) fu la 68ª edizione del torneo annuale di rugby a 15 tra le squadre nazionali di Francia, Galles, Inghilterra, Irlanda e Scozia, nonché la 103ª in assoluto considerando anche le edizioni dell'Home Nations Championship.
Il torneo fu vinto dalla Francia, campione per la sua diciannovesima volta e al primo dei suoi Grandi Slam ottenuto con la vittoria finale in casa propria; alla seconda classificata, l'Inghilterra, andò la Triple Crown dopo aver terminato, con la vittoria contro il Galles nell'ultima giornata, la serie contro le altre tre avversarie delle Isole britanniche.
Ultima uscita ufficiale in due storici stadi per Francia e Galles: i Bleus abbandonarono dopo 50 incontri il Parco dei Principi, ininterrottamente usato per 25 edizioni di torneo e in procinto di migrare al nuovo Stade de France nel 1998, mentre i Dragoni lasciarono temporaneamente Cardiff a causa del cantiere aperto nel recinto dell'Arms Park dove era in corso di demolizione il National Stadium per ricostruirvi quello che divenne Millennium Stadium: per le successive due edizioni i gallesi emigrarono al vecchio stadio di Wembley a Londra.
Una settimana dopo la conquista dello Slam, la nazionale francese affrontò l'Italia a Grenoble per la finale di Coppa Europa: la vittoria azzurra per 40-32 fu decisiva per prendere in esame la richiesta di ammissione al torneo della Federazione Italiana Rugby, che già da due anni intratteneva a tal proposito colloqui informali con le federazioni britanniche.
Il valore delle marcature, come stabilito dall’IRFB nel 1992, era: 5 punti per ciascuna meta (7 se trasformata), 3 punti per la realizzazione di ciascun calcio piazzato, idem per il drop.

## Nazionali partecipanti e sedi
| Squadra     | Città     | Impianto interno   |
| ----------- | --------- | ------------------ |
| Francia     | Parigi    | Parco dei Principi |
| Galles      | Cardiff   | Arms Park          |
| Inghilterra | Londra    | Twickenham         |
| Irlanda     | Dublino   | Lansdowne Road     |
| Scozia      | Edimburgo | Murrayfield        |

## Risultati

### 1ª giornata
| Arbitro: | André Watson |

|            |      |                      |
|            | mt   | Galthié Venditti (3) |
|            | tr   | T. Castaignède (3)   |
| Elwood (5) | c.p. | T. Castaignède (2)   |

| Arbitro: | Bertie Smith |

|              |      |                                           |
| S. Hastings  | mt   | I. Evans N. Jenkins S. Quinnell A. Thomas |
| Shepherd     | tr   | N. Jenkins (4)                            |
| Shepherd (3) | c.p. | N. Jenkins (2)                            |
| Chalmers     | drop |                                           |

### 2ª giornata
| Arbitro: | Wayne Erickson |

|                          |      |                    |
| I. Evans (2) S. Quinnell | mt   | Bell Hickie Miller |
| N. Jenkins (2)           | tr   | Elwood             |
| N. Jenkins               | c.p. | Elwood (3)         |

| Arbitro: | Paddy O'Brien |

|                                        |      |              |
| Carling de Glanville Gomarsall tecnica | mt   | Eriksson     |
| Grayson (3)                            | tr   | Shepherd     |
| Grayson (5)                            | c.p. | Shepherd (2) |

### 3ª giornata
| Arbitro: | Peter Marshall |

|                              |      |                          |
| Leflamand (2) Merle Venditti | mt   | Bateman Howley G. Thomas |
| Aucagne R. Dourthe           | tr   | N. Jenkins (2)           |
| Aucagne                      | c.p. | N. Jenkins               |

| Arbitro: | Colin Hawke |

|            |      |                                                       |
|            | mt   | Gomarsall R.A. Hill Sleightholme (2) T. Underwood (2) |
|            | tr   | Grayson (2)                                           |
| Elwood (2) | c.p. | Grayson (4)                                           |

### 4ª giornata
| Arbitro: | Jim Fleming |

|             |      |                    |
| Dallaglio   | mt   | Lamaison Leflamand |
|             | tr   | Lamaison (2)       |
| Grayson (4) | c.p. | Lamaison (2)       |
| Grayson     | drop | Lamaison           |

| Arbitro: | Gareth Simmonds |

|                                   |      |           |
| Stanger Tait Townsend Walton Weir | mt   | Hickie    |
| Shepherd (5)                      | tr   | Humphreys |
| Shepherd                          | c.p. | Humphreys |

### 5ª giornata
| Arbitro: | Ed Morrison |

|                                   |      |              |
| Benazzi Leflamand Magne Tournaire | mt   | Tait (2)     |
| Lamaison (3)                      | tr   | Shepherd (2) |
| Lamaison (6)                      | c.p. | Shepherd (2) |
| Sadourny                          | drop |              |

| Arbitro: | Joël Dumé |

|               |      |                                         |
| Howley        | mt   | de Glanville Hill Stimpson T. Underwood |
| J. Davies     | tr   | Catt (4)                                |
| J. Davies (2) | c.p. | Catt (2)                                |

## Classifica
| Pos | Squadra     | G | V | N | P | PF  | PS  | DP  | Pt |
| --- | ----------- | - | - | - | - | --- | --- | --- | -- |
| 1   | Francia     | 4 | 4 | 0 | 0 | 129 | 77  | +52 | 8  |
| 2   | Inghilterra | 4 | 3 | 0 | 1 | 141 | 55  | +86 | 6  |
| 3   | Galles      | 4 | 1 | 0 | 3 | 94  | 106 | −12 | 2  |
| 4   | Scozia      | 4 | 1 | 0 | 3 | 90  | 132 | −42 | 2  |
| 5   | Irlanda     | 4 | 1 | 0 | 3 | 57  | 141 | −84 | 2  |